# Poema visual transitable en tres temps

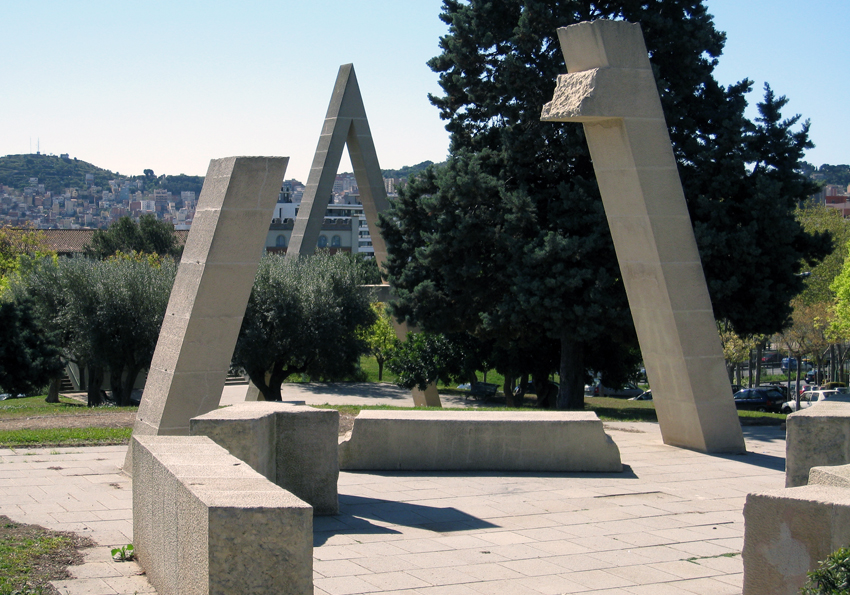
Poema visual transitable en tres temps

Poema visual transitable en tres temps, segons algunes fonts Poema visual transitable en tres fases i segons d'altres Poema visual transitable en tres parts, és un poema visual corpori del poeta català Joan Brossa situada a la zona enjardinada entre el Velòdrom d'Horta i el Laberint d'Horta de la ciutat de Barcelona. Els arquitectes del velòdrom, Esteve Bonell i Francesc Rius, van encarregar-li a Brossa l'obra l'any 1984. Hi una làpida explicativa al monument que diu: «naixença, el camí, pauses i entonacions i final». Quant al nom, el mateix Brossa es refereix a la peça com a "poema visual, en tres temps" a la memòria del project, i "poema visual transitable, en tres parts" en el títol de la sextina feta a propòsit del projecte.
El poema està dividit en tres parts o fases: naixement, camí i destrucció. Alguns interpreten la segona fase com a camí amb pauses i entonacions, d'altres com als accidents trobats pel camí (de la vida). Les tres parts estan representades visualment amb una lletra A majúscula de pal sec de grans dimensions per la primera, amb el jardí amb un seguit d'interrogants i d'altres signes de puntuació per la segona, i finalment, amb la mateixa lletra "A" però aquest cop destruïda pel desenllaç. El mateix Brossa explica, en la memòria del projecte feta a proposta dels arquitectes Esteve Bonell i Quico Rius, que urbanitzaven l'espai del velòdrom:
| « | Possible significació? La vida dels éssers és sotmesa a una evolució degradant que acaba en destrucció. | » |

Brossa explicà excepcionalment el significat del seu itinerari en una sextina que duu el mateix nom del poema urbà. Alhora, a petició dels arquitectes, Brossa feu un comentari explicatiu sobre aquest poema: "Impacte i sorpresa suposa l'aventura d'unes lletres i uns signes que busquen llur significat allunyats de qualsevol text i enmig de la vegetació, símbol de la vida mateixa" Va ser la primera peça que va fer l'autor de dimensió urbana; a aquesta obra la seguirien d'altres a la ciutat comtal com el Rellotge il·lusori, Barcino o el Poema visual per a una façana., i una llarga sèrie a tot Catalunya, les Illes, Andorra, Alemanya i Cuba